# 本多貞次郎

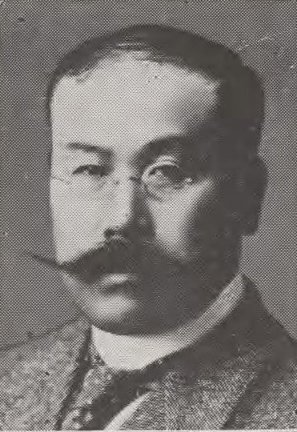
本多貞次郎

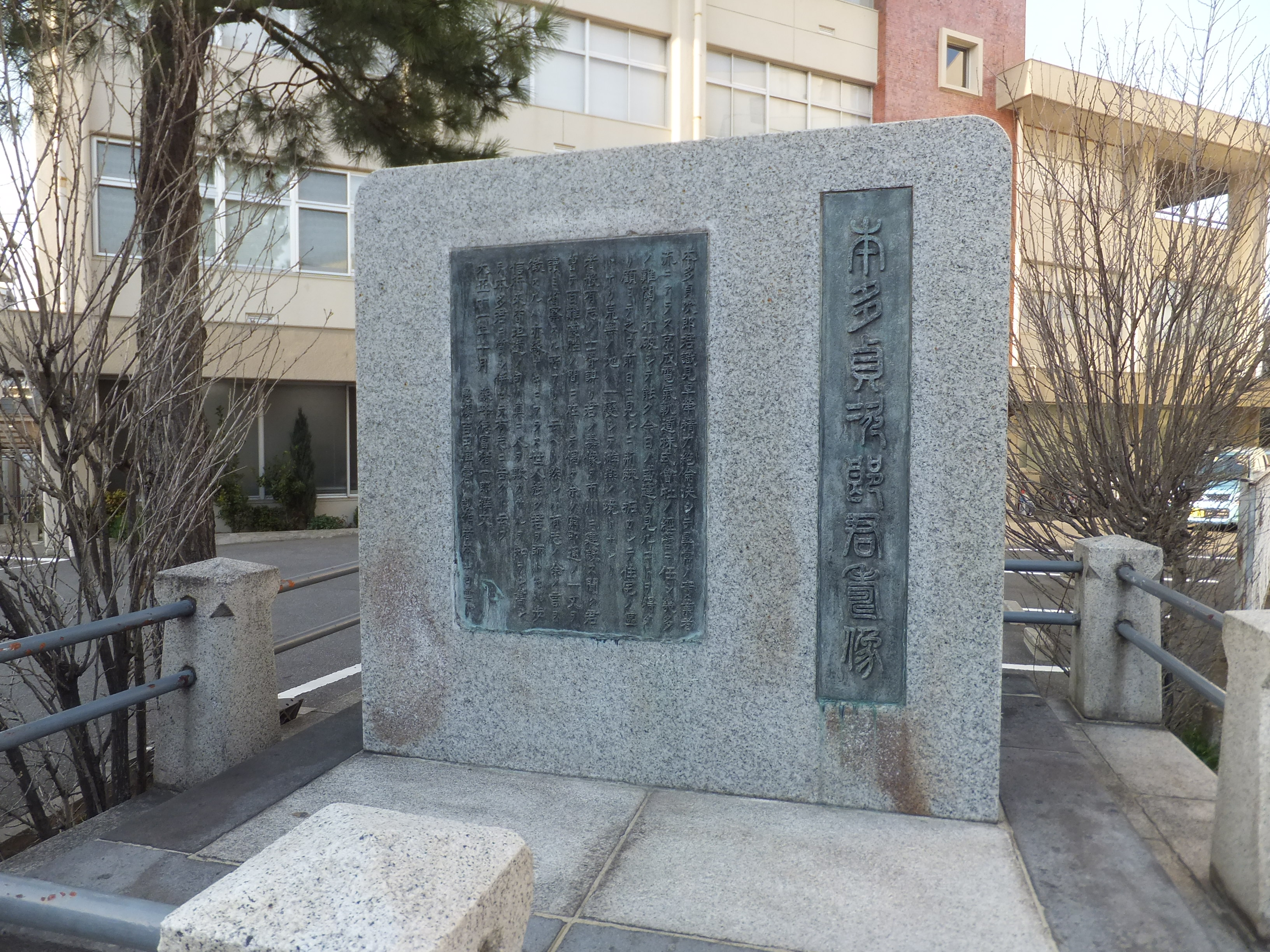
千葉県市川市、市川真間駅近くにある頌徳碑

本多 貞次郎（ほんだ ていじろう、1858年2月20日（安政5年1月7日） - 1937年（昭和12年）2月26日）は、日本の実業家、政治家。工部省職員、京成電気軌道株式会社初代社長、千葉県会議員、衆議院議員。北総鉄道、渡良瀬水電、武州鉄道、大同電気、葛飾瓦斯、成田鉄道の各社長、東京商工会議所代表も務めた。甲州財閥の雨宮敬次郎系企業の重役に多数名を連ねたほか、番町会とも関わった。

## 略歴
- 1858年（安政5年） - 下野国宇都宮藩（現・栃木県宇都宮市）藩士本多良之助の次男として生まれる。
- 1876年（明治9年） - 東京へ上京
- 1882年（明治15年） - 工部省に入省。東海道線鉄道工事の監督となる。
- 1903年（明治36年） - 東京市街鉄道（馬車鉄道）に工務課長として入社。
- 1909年（明治42年） - 京成電気軌道株式会社の専務取締役となる。
- 1915年（大正4年） - 市川まで京成電車が開通。
- 1917年（大正6年） - 千葉県会議員、千葉県会議長となる。
- 1920年（大正9年） - 第14回衆議院議員総選挙に千葉3区から当選（立憲政友会）。
- 1921年（大正10年） - 千葉まで京成電車が開通。京成電気軌道株式会社の社長となる。
- 1923年（大正12年） - 満州大連市で開催された帝国鉄道協会（現・日本交通協会）総会に出席し特別会員となる[9]。
- 1925年（大正14年） - 市川町（現・市川市）町長となる。
- 1927年（昭和2年） - 国府台女子学院の創立援助をする。民政党相談役となる[10]。
- 1937年（昭和12年） - 病気の為、市川で亡くなる。享年80。

## 親族
- 父・本多昌信は栃木県士族[4]。
- 妻・とよと離婚後、45歳下のさたと再婚[4]。
- 息子・本多安仁（1924年生）不動産業・三葵合資会社代表者無限責任社員[4][11]。日本大学理工学部卒業後、京成電鉄勤務を経て、不動産管理会社経営のほか、カフェテラス「妖精の森」も経営していた[12]。北峰聖の筆名で著書あり。
- 娘に千代子、直子、和代[4][5]。
- 養女のキンは初代市川市長浮谷竹次郎の妻[4]。

## 本多邸
かつて市川真間駅北部には、本多貞次郎の邸宅があった。周囲には直営の遊園地「東華園」など京成電気軌道株式会社の主要な施設が多く配置されたことにより、市街地開発が本格化される以前から地域に賑わいを生み出して、人口増加の要因となった。